# 캣 포스터
캣 포스터(Kat Foster, 1978년 5월 17일 ~ )는 미국의 텔레비전 배우, 영화배우, 연극 배우, 성우이다.
오클랜드에서 태어났다.

## 방송
- 장 클로드 반 존슨
- 유어 패밀리 오어 마인
- 더 굿윈 게임즈
- 위즈 시즌8
- 위즈 시즌7

## 영화
- 환생 (2016년)
- 더 러브 인사이드 (2015년)
- 유어 패밀리 오어 마인 (2015년)
- 내 여친의 사생활 (2015년) - 케이티 역
- 아이 엠 낫 어 무스 (2011년)